# Камия, Хироси
Хироси Камия (яп. 神谷 浩史 Камия Хироси, род. 28 января 1975, Мацудо, Префектура Тиба, Япония) — сэйю японского агентства Aoni Production. Получил награду как «Лучший актёр в главной роли» на третьем Seiyu Awards. В 2010 году получил награду на Tokyo Anime Award как «Лучший сэйю». В 2012 году на Seiyu Awards получил награду с самым большим количеством голосов.

## Личная жизнь
В июле 2016 года таблоидный журнал Flash опубликовал фотографию Камии с ребенком на руках, утверждая, что он был женат на мангаке Хикару Накамуре в течение неопределенного времени. 17 июля 2016 года, во время 484-го эпизода сериала Dear Girl: Stories, Камия подтвердил свою личность на фотографии, но напрямую не касался обвинений в браке, заявив, что хочет сохранить свою личную жизнь в тайне. 1 января 2025 года актриса и модель Рина Айдзава объявила в своем аккаунте X, что они с Камией зарегистрировали свой брак.

## Фильмография

### Аниме-сериалы и фильмы
1998
- DT Eightron — Рё / Кроно
- «Триган» — Зази «Зверь»

1999
- Corrector Yui — Фудзи Такаси

2001
- Super Gals! — Рэй Отохата
- «Бейблэйд» — Блот (Dark Bladers)
- «Нуар» — Доминик

2002
- Mirage of Blaze — Кодзиро Датэ

2003
- Ultra Maniac — Тэцудзи Кадзи
- «Жаркое лето» — Президент Кэнити Хирута

2004
- Diamond Daydreams — Минору Дзингудзи
- Gantz — Масанобу Ходзё
- Ring ni Kakero — Такэси Каваи
- Tsukuyomi ~Moon Phase~ — Кохэй Мориока

2005
- Cluster Edge — Хрозит
- Damekko Doubutsu — Пэганосукэ
- Gunparade Orchestra — Накатоси Ивасаки
- Honey and Clover (первый сезон) — Юта Такэмото
- Pani Poni Dash! — Цуруги Инугами и Бог-кот
- Play Ball — Айки

2006
- Crash B-Daman — Тэрума Камиока
- Fate/stay night — Синдзи Мато
- Gakuen Heaven — Каору Саёндзи
- Honey and Clover (ТВ-2) — Юта Такэмото
- Princess Princess — Сюя Арисада
- Ring ni Kakero (ТВ-2) — Такэси Каваи
- Zegapain — Хаясэ

2007
- Code-E — Адоль Бринберг
- Dragon Crisis! — Оникс
- Kishin Taisen Gigantic Formula — Масахито Огуро
- Nodame Cantabile (ТВ-1) — Томохито Кимура
- Shinkyoku Soukai Polyphonica (ТВ-1) — Татара Форон
- «Мобильный воин Гандам 00» (ТВ-1) — Тьерия Эрде
- «Прощайте, горе-учитель» (ТВ-1) — Нодзому Итосики, Микото Итосики

2008
- Hakushaku to Yousei — Пол Ферман
- Macross Frontier — Михаэль
- Mission-E — Адоль Бринберг
- Monochrome Factor — Кэнго Асамура
- Tytania — Луи Эдмон Пажес
- «Мобильный воин Гандам 00» (ТВ-2) — Тьерия Эрде
- «Прощайте, горе-учитель» (ТВ-2) — Нодзому Итосики, Микото Итосики, Кодзи Кумэта (мангака)
- «Тетрадь дружбы Нацумэ» (ТВ-1) — Такаси Нацумэ

2009
- Kobato. — Такаси Домото
- Shinkyoku Soukai Polyphonica (ТВ-2) — Татара Форон
- «Истории о монстрах» — Коёми Арараги
- «Прощайте, горе-учитель» (ТВ-3) — Нодзому Итосики
- «Тетрадь дружбы Нацумэ» (ТВ-2) — Такаси Нацумэ

2010
- Angel Beats! — Юдзуру Отонаси
- Arakawa Under the Bridge — Ко Итиномия
- Break Blade — Зесс
- Fate/stay night: Unlimited Blade Works — Синдзи Мато
- One Piece — Трафальгар Ло
- «Дюрарара!!» — Идзая Орихара

2011
- Ao no Exorcist — Мефисто Фелес
- Sekai-ichi Hatsukoi — Ю Янасэ
- Starry Sky — Рюносукэ Миядзи
- Towa no Quon — Куон Мидути
- Yondemasuyo, Azazel-san — Вельзевул
- «Тетрадь дружбы Нацумэ» (ТВ-3) — Такаси Нацумэ

2012
- Brave 10 — Рокуро Унно
- Ixion Saga DT — Эрэкпил Дукакис
- Kuroko no Basuke (ТВ-1) — Сэйдзюро Акаси
- Medaka Box Abnormal — Кэй Мунаката
- Mobile Suit Gundam AGE — Зэхэрт Галетте
- Nisemonogatari — Коёми Арараги
- Phi Brain: Kami no Puzzle (ТВ-2) — Фриселл
- Saint Seiya Omega — Андромеда Сюн
- Shining Hearts: Shiawase no Pan — Рик / Алвин
- Shirokuma Cafe — Пингвин
- «Тетрадь дружбы Нацумэ» (ТВ-4) — Такаси Нацумэ

2013
- Devil Survivor 2 The Animation — Хибики Кудзэ
- Galilei Donna — Сисиньо
- Hakkenden: Toho Hakken Ibun — Рио Сатоми
- Karneval — Гарэки
- Kuroko no Basuke (ТВ-2) — Сэйдзюро Акаси
- Maoyuu Maou Yuusha — молодой торговец
- Monogatari Series: Second Season — Коёми Арараги
- Yondemasuyo, Azazel-san (ТВ-2) — Вельзевул
- «Атака на титанов» — Леви Аккерман

2014
- Fate/stay night: Unlimited Blade Works — Синдзи Мато
- Haikyu!! — Иттэцу Такэда
- Hamatora — Арт
- «Бездомный бог» — Ято

2015
- Binan Koukou Chikyuu bouei bu Love! — Кусацу Кинсиро
- Denpa Kyoushi — Дзюнъитиро Кагами
- Kuroko no Basuke (ТВ-3) — Сэйдзюро Акаси
- Osomatsu-san — Тёромацу Мацуно
- Owarimonogatari — Коёми Арараги
- Prison School — Фудзино Киёси
- Psycho-Pass: The Movie — Николас Вонг
- «Дюрарара!!» (ТВ-2 и ТВ-3) — Идзая Орихара

2016
- Doukyuusei — Хикару Кусакабэ
- Kizumonogatari Part 1: Tekketsu-hen — Коёми Арараги
- Servamp — Цуруги Камия
- The Disastrous Life of Saiki K. — Кусуо Сайки
- «Дюрарара!!» (ТВ-4) — Идзая Орихара
- «Проза бродячих псов» (ТВ-1 и ТВ-2) — Эдогава Рампо

2017
- Ao no Exorcist: Kyoto Fujouou-hen — Мефисто Фель
- Fate/kaleid liner Prisma Illya: Sekka no Chikai — Синдзи Мато
- Fate/stay night: Heaven’s Feel (Part I. Presage Flower) — Синдзи Мато
- «Атака на титанов» (ТВ-2) — Леви Аккерман

2018
- Attack on Titan: The Roar of Awakening — Леви Аккерман
- Fate/Extra Last Encore — Синдзи Мато
- «Атака на титанов» (ТВ-3) — Леви Аккерман

2019
- Fate/stay night: Heaven’s Feel (Part II. Lost Butterfly) — Синдзи Мато

2020
- Kakushigoto — Какуси Гото
- «Атака на титанов» (ТВ-3) — Леви Аккерман
- Bungo and Alchemist — Кёка Идзуми

2021
- «Двуличный братик Урамити» — Урамити Омота

### OVA,ONA
- Melty Lancer (1999) — Руфус
- «Жаркое лето» (2002) — президент колледжа
- I’ll / Crazy Kouzo Basketball Club (2002) — Хираги Хитонари
- Ultra Maniac (2002) — Тэцудзи Кадзи
- Psychic Academy (2002) — Зеро
- Garasu no Usagi (2005) — Цунэо Эи
- Iriya no Sora, UFO no Natsu (2005) — Кунихиро Суйдзэндзи
- Mobile Suit Gundam SEED C.E. 73: Stargazer (2006) — Шамз Гоза
- Bleach: Fade to Black, I Call Your Name (2008) — младший брат
- Goku Sayonara Zetsubou Sensei (2008) — Нодзому Итосики
- Sayonara Zetsubou Sensei Bangaichi (2009) — Нодзому Итосики
- Nodame Cantabile (2009) — Томохито Кимура
- Pani Poni Dash! (2009) — Цуруги Инугами
- Angel Beats! Stairway to Heaven (2010) — Юдзуру Отонаси
- Carnival Phatasm (2011) — Синдзи Мато
- Magical Girl Pretty Sammy — Макото Мидзусина (женская роль)
- Pocket Monsters Black 2 and White 2 Special Introduction Movie — N
- Kuroko no basket OVA 75.5 — Сэйдзюро Акаси
- «Проза бродчих псов» (2017) — Эдогава Рампо
- Emiya-san Chi no Kyou no Gohan (2018) — Синдзи Мато

## Дискография

#### Альбомы
- Harezora (яп. ハレゾラ) (2011)

#### Мини-альбомы
- Hare no Hi (яп. ハレノヒ) (2009)
- Hareiro (яп. ハレイロ) (2013)
- Hareyon (яп. ハレヨン) (2014)
- Haregou (яп. ハレゴウ) (2015)
- Hareroku (яп. ハレロク) (2015)
- Theater (яп. シアター) (2016)
- TOY BOX (2018)
- CUE (2019)

## Туры
- Kiramune Music Festival 2009
- KAmiYU in Wonderland
- Kiramune Music Festival 2010
- KAmiYU in Wonderland 2
- Dear Girl ~Stories~ 4 Lovers Only 2011
- Kiramune Music Festival 2012
- Dear Girl ~Stories~ Festival Carnival Matsuri 2013
- Kiramune Music Festival 2013
- KAmiYU in Wonderland 3
- Dear Girl ~Stories~ Dear Boy Matsuri
- Kiramune Music Festival 2014
- Kiramune Music Festival 2015
- MASOCHISTIC ONO BAND LIVE TOUR 2015 What is Rock？～ロックって何ですか？～in Kobe World Hall
- MASOCHISTIC ONO BAND LIVE TOUR 2015 What is Rock？～ロックって何ですか？～in Makuhari Messe Event Hall
- Hiroshi Kamiya ~First Live~
- Kiramune Music Festival 2016
- Dear Girl ~Stories~ EXPO 2016
- Hiroshi Kamiya Live 2016 “LIVE THEATER”
- Kiramune Music Festival 2017
- Kiramune Music Festival 2018
- DGS VS MOB LIVE SURVIVE 2018
- KaMIyu in Wonderland 4
- Hiroshi Kamiya LIVE TOUR 2020
- MOB LIVE TOUR 2020 6.9～Rock Arigato!

## Награды и премии
- Seiyu Awards 2008 — победитель в номинации «Лучший актёр второго плана» (за роль Тьерия Эрде в «Mobile Suit Gundam 00» и Нодзому Итосики в «Sayonara Zetsubou Sensei»)[9][10].
- Seiyu Awards 2009 — победитель в номинации «Лучший актёр главной роли» (за роль Такаси Нацумэ в «Natsume Yujincho»), а также обладатель специальной награды за личный подход[3][11].
- Tokyo Anime Awards — победитель в номинации «Лучший сэйю» (за роль Коёми Арараги в аниме «Bakemonogatari»)[4].
- Seiyu Awards 2012 — победитель в номинации «Награда с самым большим количеством голосов»[5].
- Seiyu Awards 2013 — победитель в номинации «Награда с самым большим количеством голосов»[12].
- Seiyu Awards 2014 — победитель в номинации «Награда с самым большим количеством голосов»[13].
- Seiyu Awards 2015 — победитель в номинации «Награда с самым большим количеством голосов» и «Награда за личный подход»[14].